# Yurayura/Gimme Gimme
Yurayura / Gimme Gimme è un singolo della cantante giapponese j-pop Beni, pubblicato come terzo estratto dall'album Lovebox il 5 maggio 2010. Il singolo è arrivato sino alla ventesima posizione della classifica Oricon dei singoli più venduti in Giappone.

## Tracce
CD Singolo UPCH-80178
1. Yura Yura (ユラユラ)
2. Gimme Gimme♥ (ギミギミ♥)
3. bye bye DJ HASEBE REMIX
4. Yura Yura (Instrumental) (ユラユラ)
5. Gimme Gimme♥ (Instrumental) (ギミギミ♥)

## Classifiche
| Classifica (2010)                           | Posizione più alta |
| ------------------------------------------- | ------------------ |
| Giappone (Oricon)                           | 20                 |
| Giappone (Billboard Japan Hot 100)          | 25                 |
| Giappone (RIAJ Digital Track Chart Top 100) | 18                 |